# Mercedes-Benz Baureihe 238
Die Mercedes-Benz Baureihe 238 (Verkaufsbezeichnung: E-Klasse Coupé bzw. E-Klasse Cabriolet) ist ein Pkw-Modell der oberen Mittelklasse von Mercedes-Benz. Es löste die Baureihe 207 ab und wurde zwischen 2016 und 2023 gebaut.
Das Nachfolgemodell der Baureihe 236 wurde im Juli 2023 vorgestellt und ersetzt zudem die zweitürigen Versionen der Baureihe 205. Die Verkaufsbezeichnung ändert sich deswegen zu CLE.

## Modellgeschichte
Das E-Klasse Coupé (C 238) wurde am 14. Dezember 2016 vorgestellt und stand ab dem 8. April 2017 bei den Händlern. Messepremiere hatte es auf der NAIAS im Januar 2017 in Detroit. Das E-Klasse Cabriolet (A 238) wurde auf dem Genfer Auto-Salon 2017 vorgestellt und kam im September 2017 in den Handel. Die Limousinen- und Kombiversionen bilden als W 213 bzw. S 213 die eigenständige Baureihe 213. Im Gegensatz zum Vorgängermodell, das auf der Bodengruppe der C-Klasse aufbaute, basiert die Baureihe 238 auf der E-Klasse.
Zum Marktstart war das Coupé als auf 555 Exemplare limitiertes Sondermodell Edition 1 erhältlich. Das Cabriolet war als Erinnerung an die erste offene E-Klasse der Baureihe 124 als 25th Anniversary Edition verfügbar.
Am 27. Mai 2020 präsentierte der Hersteller eine überarbeitete Version der Baureihe.

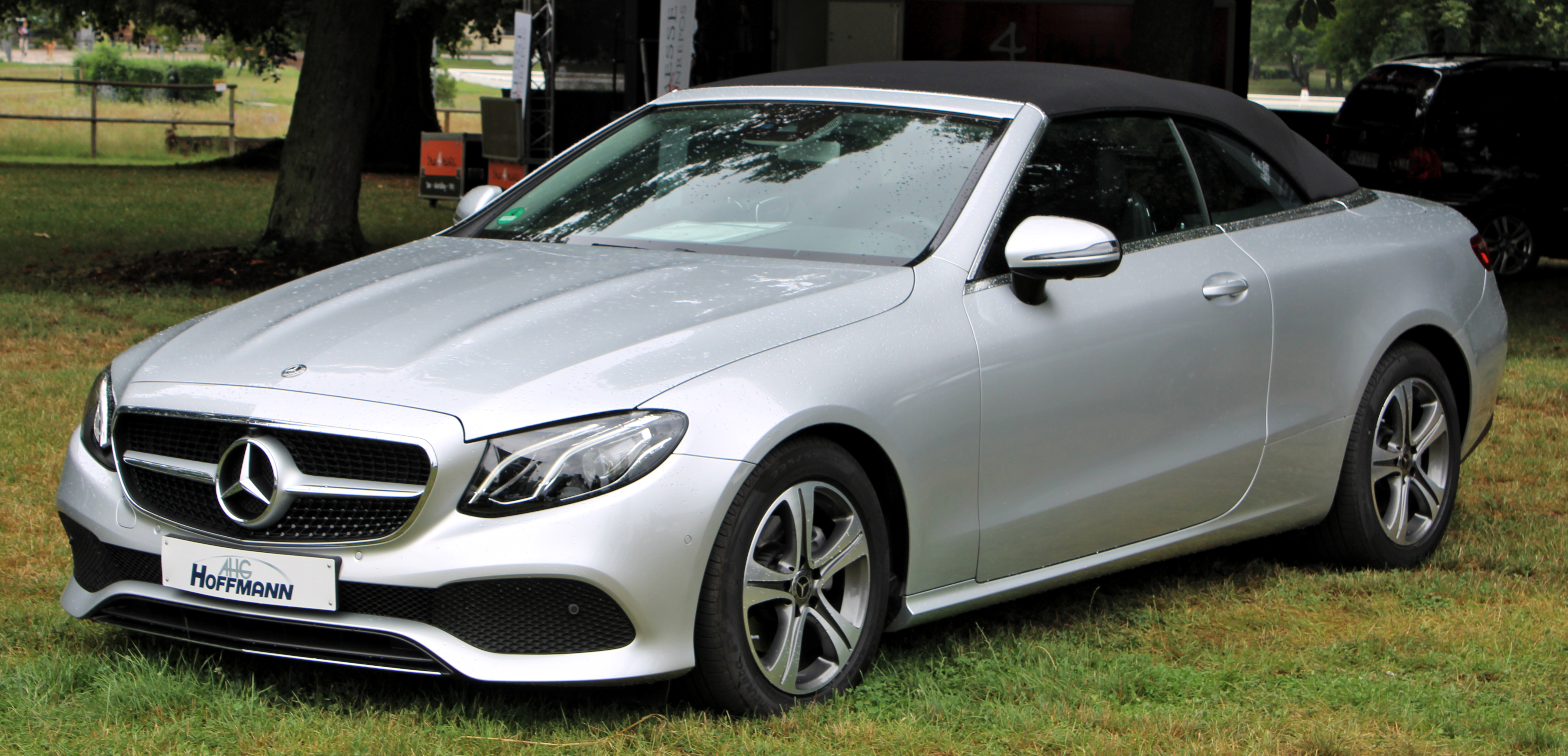
Mercedes-Benz A 238 (2017–2020)
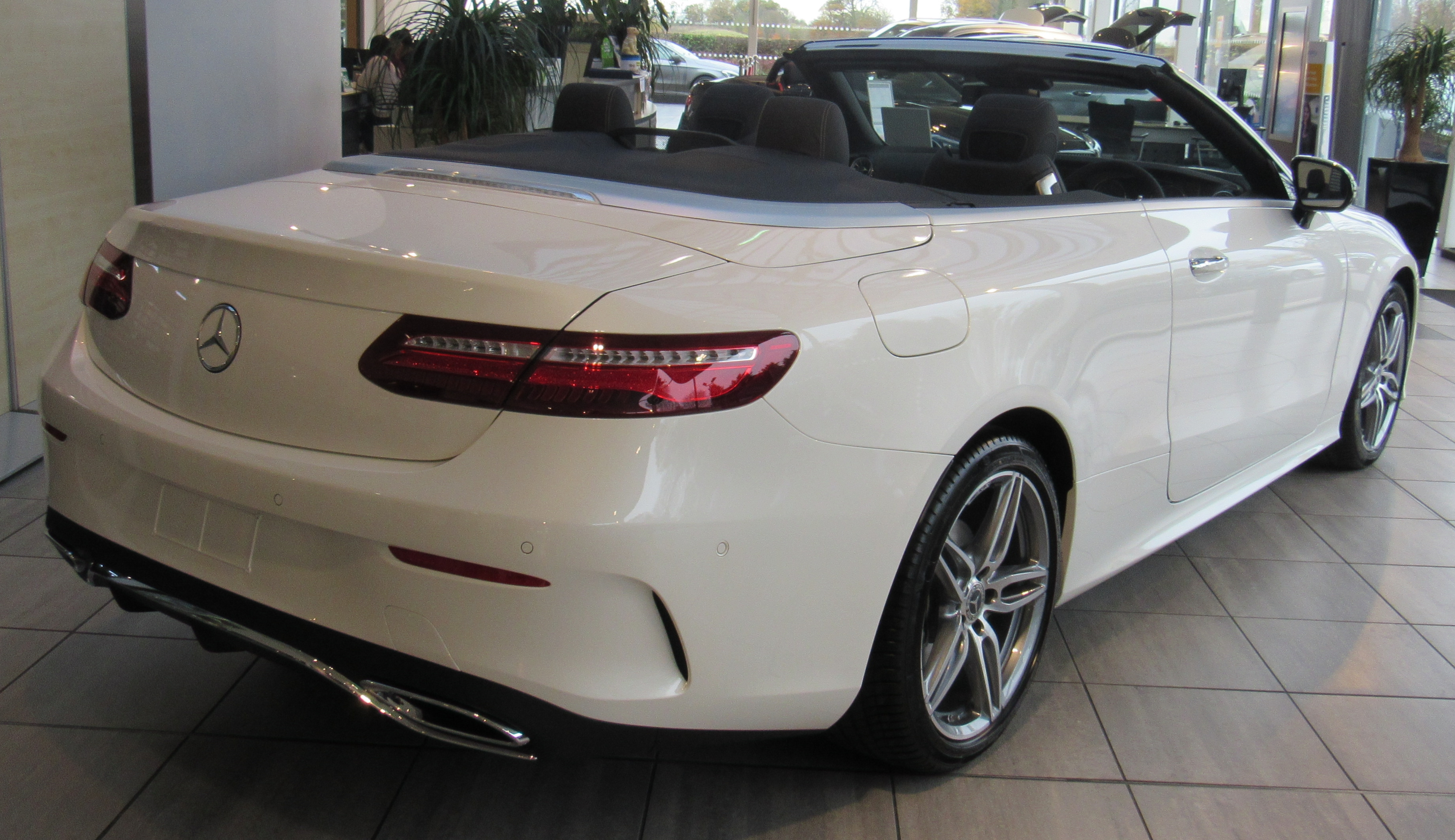
Cabriolet, Heckansicht
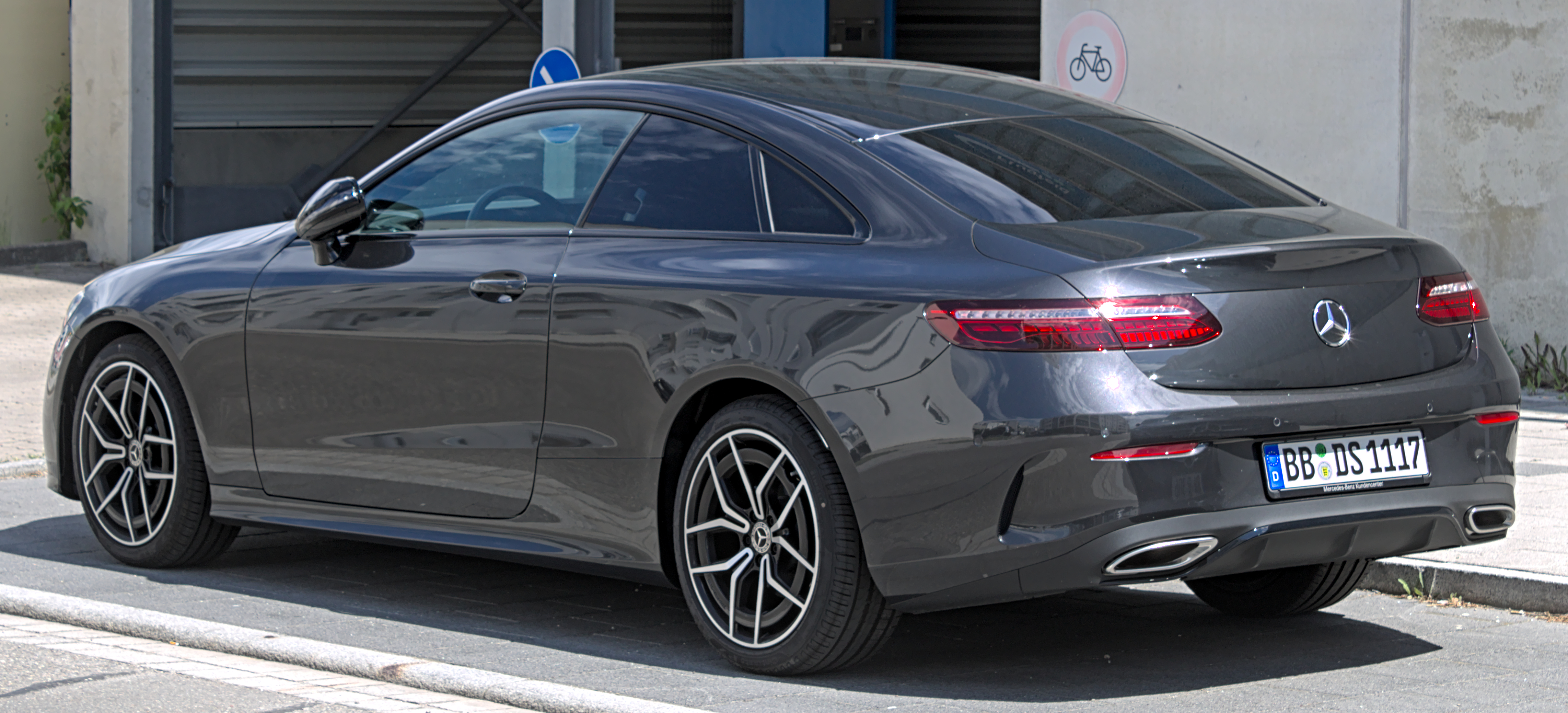
Mercedes-Benz C 238 (2020–2023)
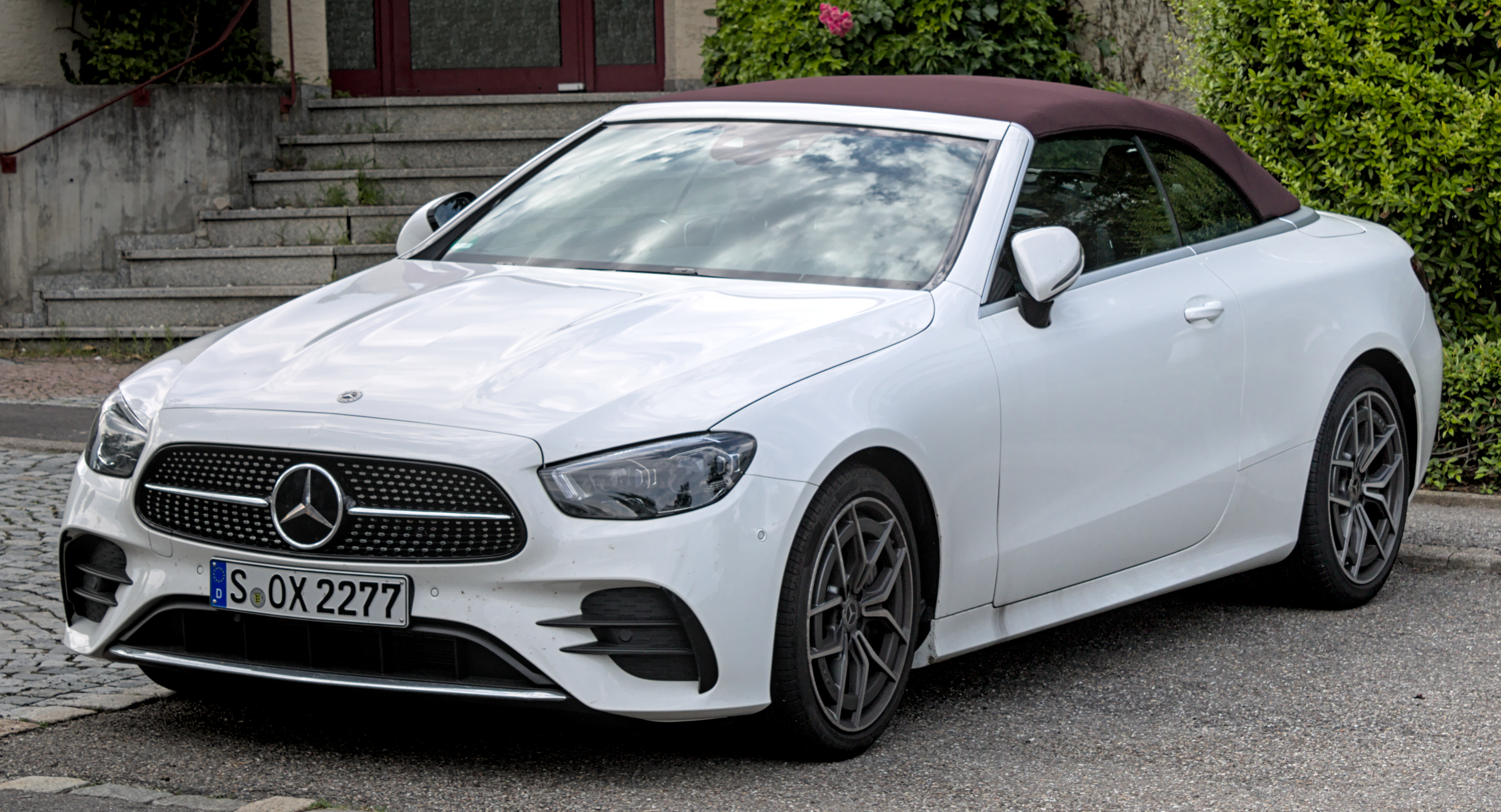
Mercedes-Benz A 238 (2020–2023)
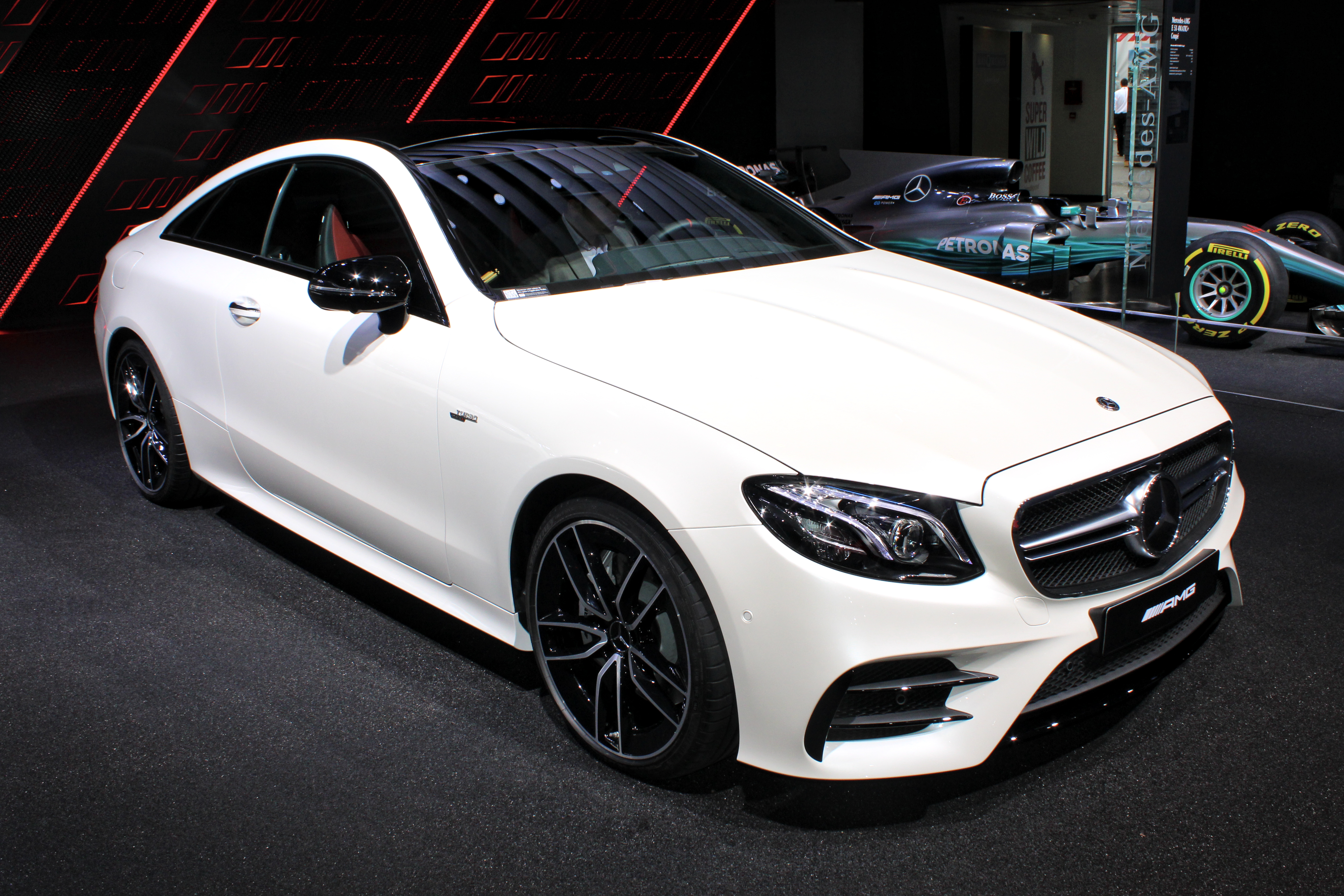
Mercedes-AMG E 53 Coupé (2018–2020)
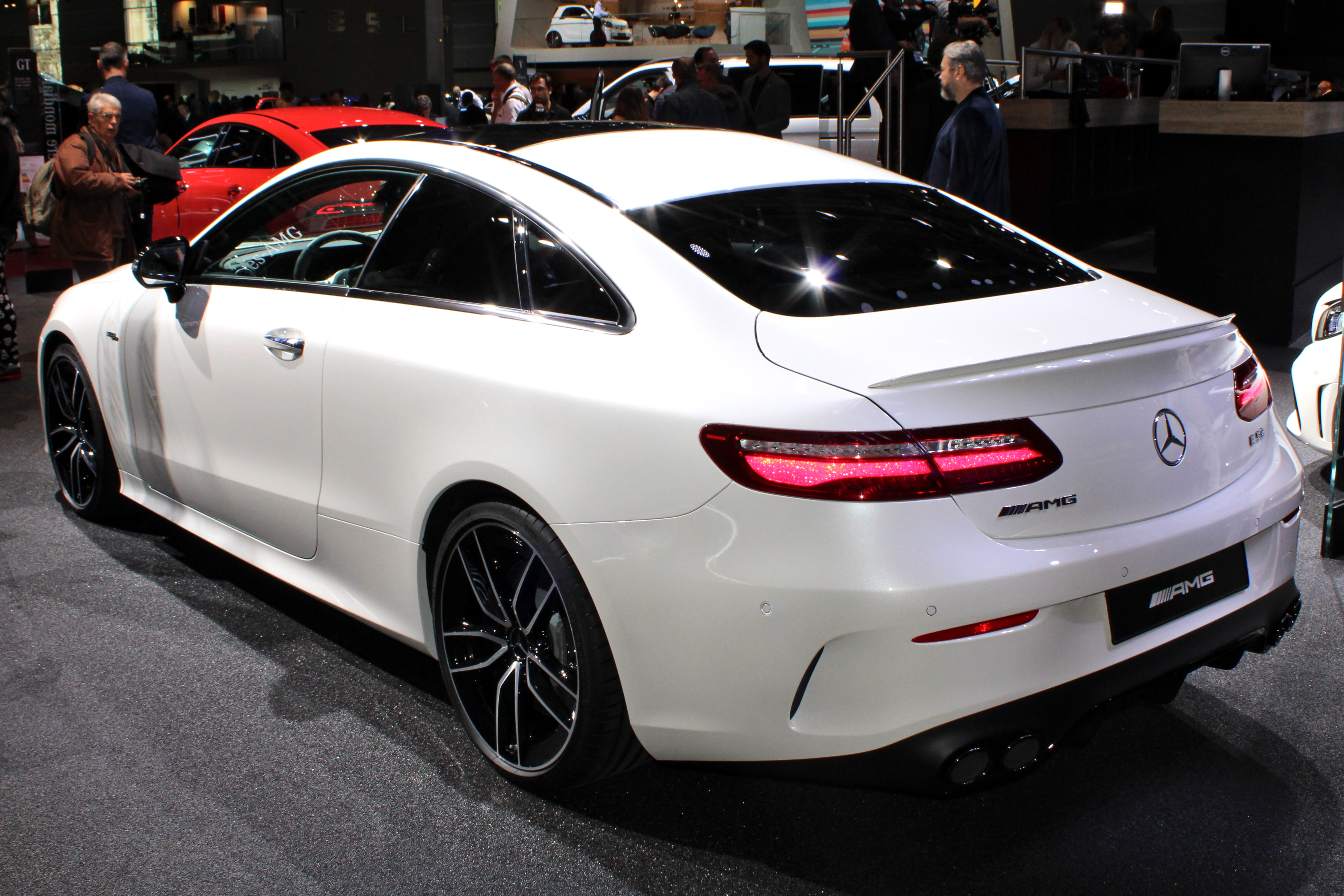
AMG E 53 Coupé, Heckansicht
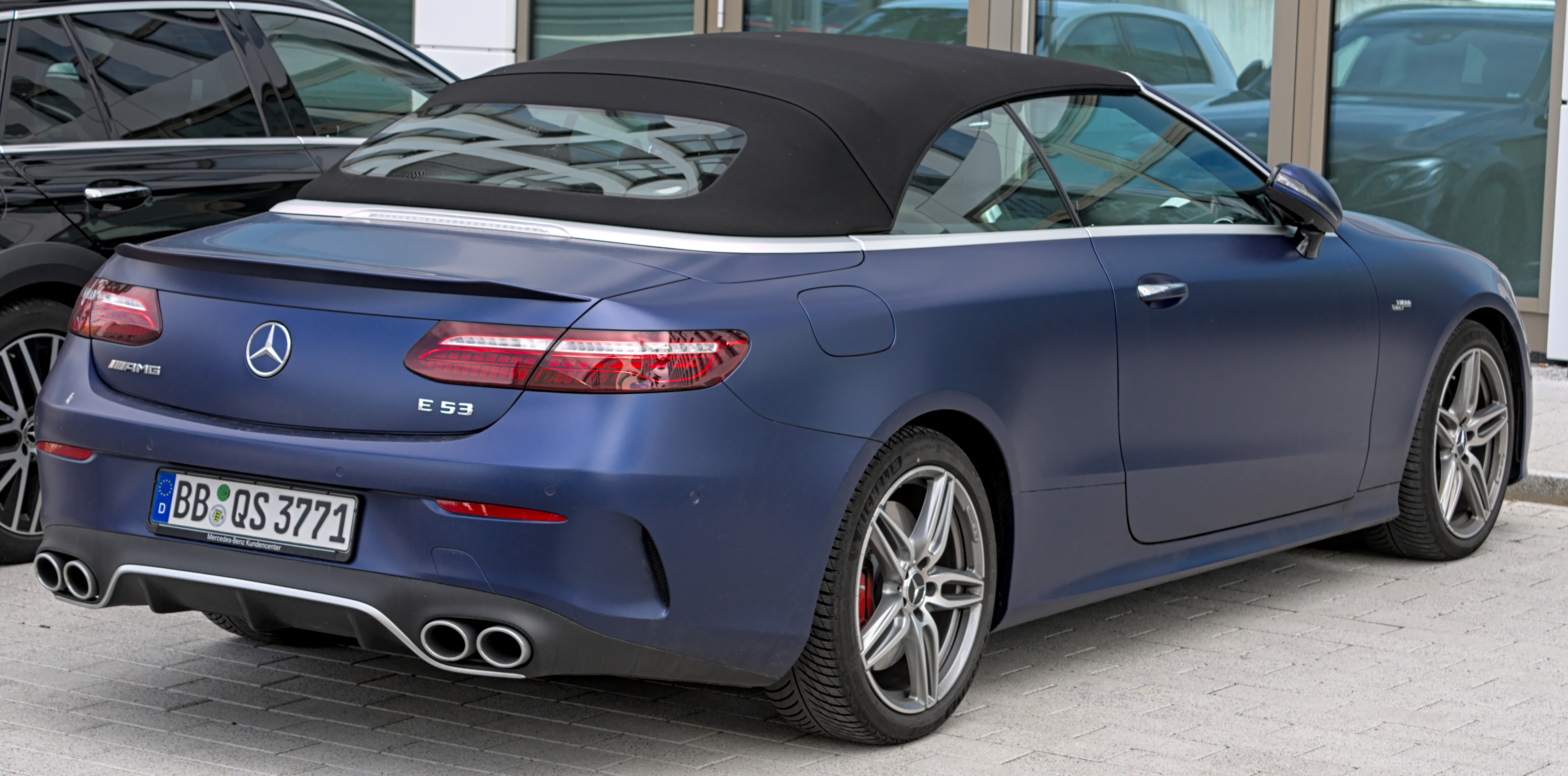
Mercedes-AMG E 53 Cabriolet (2020–2023)

## Motorisierungen
|                                                       | E 200                                                                                         | E 200                                               | E 300                             | E 300                                               | E 350                                               | E 400 4MATIC                        | E 450 4MATIC                        | E 450 4MATIC                                      | AMG E 53 4MATIC+                                 |
| ----------------------------------------------------- | --------------------------------------------------------------------------------------------- | --------------------------------------------------- | --------------------------------- | --------------------------------------------------- | --------------------------------------------------- | ----------------------------------- | ----------------------------------- | ------------------------------------------------- | ------------------------------------------------ |
| Bestellzeitraum                                       | 12/2016–05/2019                                                                               | 06/2019–10/2023                                     | 12/2016–05/2019                   | 06/2019–10/2023                                     | 10/2017–07/2020                                     | 12/2016–05/2018                     | 09/2018–07/2020                     | 07/2020–10/2023                                   | 05/2018–10/2023                                  |
| Motorbezeichnung                                      | M 274 DE 20 LA                                                                                | M 264 DE 20 LA                                      | M 274 DE 20 LA                    | M 264 DE 20 LA                                      | M 264 DE 20 LA                                      | M 276 DEH 30 LA                     | M 276 DEH 30 LA                     | M 256 E30 DEH LA G R                              | M 256 E30 DEH LA G                               |
| Motortyp                                              | R4-Ottomotor                                                                                  | R4-Ottomotor                                        | R4-Ottomotor                      | R4-Ottomotor                                        | R4-Ottomotor                                        | V6-Ottomotor                        | V6-Ottomotor                        | R6-Ottomotor + Elektromotor                       | R6-Ottomotor + Elektromotor                      |
| Gemischaufbereitung                                   | Direkteinspritzung                                                                            | Direkteinspritzung                                  | Direkteinspritzung                | Direkteinspritzung                                  | Direkteinspritzung                                  | Direkteinspritzung                  | Direkteinspritzung                  | Direkteinspritzung                                | Direkteinspritzung                               |
| Motoraufladung                                        | Turbolader                                                                                    | Turbolader                                          | Turbolader                        | Turbolader                                          | Turbolader                                          | Biturbo                             | Biturbo                             | Turbolader                                        | Turbolader + Elektrischer Zusatzverdichter (48V) |
| Hubraum                                               | 1991 cm³                                                                                      | 1991 cm³                                            | 1991 cm³                          | 1991 cm³                                            | 1991 cm³                                            | 2996 cm³                            | 2996 cm³                            | 2999 cm³                                          | 2999 cm³                                         |
| max. Leistung                                         | 135 kW (184 PS) bei 5500 min−1                                                                | 145 kW + 10 kW (197 PS + 14 PS) bei 5500–6100 min−1 | 180 kW (245 PS) bei 5500 min−1    | 190 kW + 10 kW (258 PS + 14 PS) bei 5500–6100 min−1 | 220 kW + 10 kW (299 PS + 14 PS) bei 5800–6100 min−1 | 245 kW (333 PS) bei 5250–6000 min−1 | 270 kW (367 PS) bei 5500–6000 min−1 | 270 kW + 16 kW (367 PS + 22 PS) bei 5500–6100/min | 320 kW + 16 kW (435 PS + 22 PS) bei 6100 min−1   |
| max. Drehmoment                                       | 300 Nm bei 1200–4000 min−1                                                                    | 320 Nm bei 1650–4000 min−1                          | 370 Nm bei 1400–4000 min−1        | 370 Nm bei 1800–4000 min−1                          | 400 Nm bei 3000–4000 min−1                          | 480 Nm bei 1600–4000 min−1          | 500 Nm bei 1800–4500 min−1          | 500 Nm bei 1600–4500/min−1                        | 520 Nm bei 1800–5800 min−1 + 250 Nm              |
| Antriebsart, serienmäßig                              | Hinterradantrieb                                                                              | Hinterradantrieb                                    | Hinterradantrieb                  | Hinterradantrieb                                    | Hinterradantrieb                                    | Allradantrieb                       | Allradantrieb                       | Allradantrieb                                     | vollvariabler Allradantrieb                      |
| Antriebsart, optional                                 | Allradantrieb (1)                                                                             | Allradantrieb                                       | —                                 | —                                                   | —                                                   | —                                   | —                                   | —                                                 | —                                                |
| Getriebe, serienmäßig                                 | 6-Gang-Schaltgetriebe (bis 05/2018) (1) Neunstufen-Automatik (9G-Tronic) (ab 05/2018) (2) (4) | Neunstufen-Automatik (9G-Tronic)                    | Neunstufen-Automatik (9G-Tronic)  | Neunstufen-Automatik (9G-Tronic)                    | Neunstufen-Automatik (9G-Tronic)                    | Neunstufen-Automatik (9G-Tronic)    | Neunstufen-Automatik (9G-Tronic)    | Neunstufen-Automatik (9G-Tronic)                  | Neunstufen-Automatik (AMG SPEEDSHIFT TCT 9G)     |
| Getriebe, optional                                    | —                                                                                             | —                                                   | —                                 | —                                                   | —                                                   | —                                   | —                                   | —                                                 | —                                                |
| Leergewicht, Coupé                                    | 1645 kg (1735 kg)                                                                             | 1735 kg (1805 kg)                                   | 1685 kg                           | 1785 kg                                             | 1735 kg                                             | 1845 kg                             | 1860 kg                             | 1965 kg                                           | 1970 kg                                          |
| Leergewicht, Cabriolet                                | 1755 kg                                                                                       | 1830 kg (1900 kg)                                   | 1780 kg                           | 1880 kg                                             | 1820 kg                                             | 1935 kg                             | 1950 kg                             | 2040 kg                                           | 2055 kg                                          |
| max. Zuladung, Coupé                                  | 535 kg                                                                                        | 535 kg                                              | 545 kg                            | 535 kg                                              | 515 kg                                              | 515 kg                              | 505 kg                              | 540 kg                                            | 455 kg                                           |
| max. Zuladung, Cabriolet                              | 495 kg                                                                                        | 510 kg                                              | 495 kg                            | 510 kg                                              | 480 kg                                              | 480 kg                              | 470 kg                              | 510 kg                                            | 420 kg                                           |
| Beschleunigung, 0–100 km/h, Coupé                     | 8,4 s (8,0 s)                                                                                 | 7,6 s (7,7 s)                                       | 6,4 s                             | 6,4 s                                               | 5,9 s                                               | 5,3 s                               | 5,1 s                               | 5,0 s                                             | 4,4 s                                            |
| Beschleunigung, 0–100 km/h, Cabriolet                 | 8,1 s                                                                                         | 7,9 s (8,0 s)                                       | 6,6 s                             | 6,6 s                                               | 6,1 s                                               | 5,5 s                               | 5,3 s                               | 5,2 s                                             | 4,5 s                                            |
| Höchstgeschwindigkeit, Coupé                          | 242 km/h (235 km/h)                                                                           | 237 km/h (231 km/h)                                 | 250 km/h (abgeregelt)             | 250 km/h (abgeregelt)                               | 250 km/h (abgeregelt)                               | 250 km/h (abgeregelt)               | 250 km/h (abgeregelt)               | 250 km/h (abgeregelt)                             | 250 km/h (abgeregelt) [ 270 km/h ] (3)           |
| Höchstgeschwindigkeit, Cabriolet                      | 234 km/h                                                                                      | 234 km/h (230 km/h)                                 | 250 km/h (abgeregelt)             | 250 km/h (abgeregelt)                               | 250 km/h (abgeregelt)                               | 250 km/h (abgeregelt)               | 250 km/h (abgeregelt)               | 250 km/h (abgeregelt)                             | 250 km/h (abgeregelt) [ 270 km/h ] (3)           |
| Kraftstoffverbrauch auf 100 km, kombiniert, Coupé     | 6,5–7,1 l Super (7,0–7,5 l Super)                                                             | 6,2–6,6 l Super (6,8–7,3 l Super)                   | 6,4–7,0 l Super Plus              | 6,4–6,6 l Super                                     | 6,7–7,0 l Super Plus                                | 8,1–8,4 l Super                     | 8,6–8,8 l Super                     | 8,0–8,4 l Super Plus                              | 8,7–8,8 l Super Plus                             |
| Kraftstoffverbrauch auf 100 km, kombiniert, Cabriolet | 6,2–6,9 l Super                                                                               | 6,5–6,9 l Super (7,0–7,5 l Super)                   | 6,8–7,2 l Super Plus              | 6,6–7,0 l Super                                     | 6,8–7,1 l Super Plus                                | 8,3–8,6 l Super                     | 8,7–8,9 l Super                     | 8,2–8,7 l Super Plus                              | 8,8–8,9 l Super Plus                             |
| CO2-Emission, Coupé                                   | 147–159 g/km (158–170 g/km)                                                                   | 142–152 g/km (155–166 g/km)                         | 147–160 g/km                      | 146–150 g/km                                        | 149–158 g/km                                        | 183–189 g/km                        | 197–202 g/km                        | 184–192 g/km                                      | 200–203 g/km                                     |
| CO2-Emission, Cabriolet                               | 142–157 g/km                                                                                  | 148–157 g/km (160–171 g/km)                         | 154–167 g/km                      | 152–161 g/km                                        | 154–163 g/km                                        | 187–194 g/km                        | 198–202 g/km                        | 187–199 g/km                                      | 200–204 g/km                                     |
| Tankinhalt                                            | 50 l                                                                                          | 50 l                                                | 66 l                              | 66 l                                                | 66 l                                                | 66 l                                | 66 l                                | 66 l                                              | 66 l                                             |
| Abgasnorm                                             | Euro 6 (bis 05/2018) Euro 6d-TEMP                                                             | Euro 6d-TEMP (bis 07/2020) Euro 6d                  | Euro 6 (bis 05/2018) Euro 6d-TEMP | Euro 6d-TEMP (bis 07/2020) Euro 6d                  | Euro 6 (bis 05/2018) Euro 6d-TEMP                   | Euro 6                              | Euro 6d-TEMP                        | Euro 6d                                           | Euro 6d-TEMP (bis 07/2020) Euro 6d               |

|                                                       | E 220 d                                                  | E 300 d                             | E 300 d 4MATIC                      | E 350 d 4MATIC                      | E 350 d                             | E 400 d 4MATIC                      | E 400 d 4MATIC                      |
| ----------------------------------------------------- | -------------------------------------------------------- | ----------------------------------- | ----------------------------------- | ----------------------------------- | ----------------------------------- | ----------------------------------- | ----------------------------------- |
| Bestellzeitraum                                       | 12/2016–10/2023                                          | 05/2018–07/2020                     | 01/2021–10/2023                     | 06/2017–05/2018                     | 11/2018–07/2020                     | 07/2020–10/2023                     | 09/2018–07/2020                     |
| Motorbezeichnung                                      | OM 654 DE 20 LA                                          | OM 654 DE 20 LA                     | OM 654 M                            | OM 642 LS DE 30 LA                  | OM 656 D 29 R SCR                   | OM 656 D 29 SCR                     | OM 656 D 29 SCR                     |
| Motortyp                                              | R4-Dieselmotor                                           | R4-Dieselmotor                      | R4-Dieselmotor + Elektromotor       | V6-Dieselmotor                      | R6-Dieselmotor                      | R6-Dieselmotor                      | R6-Dieselmotor                      |
| Gemischaufbereitung                                   | Common-Rail-Direkteinspritzung                           | Common-Rail-Direkteinspritzung      | Common-Rail-Direkteinspritzung      | Common-Rail-Direkteinspritzung      | Common-Rail-Direkteinspritzung      | Common-Rail-Direkteinspritzung      | Common-Rail-Direkteinspritzung      |
| Motoraufladung                                        | Turbolader                                               | Biturbo                             | Biturbo                             | Turbolader                          | Turbolader                          | Turbolader                          | Turbolader                          |
| Hubraum                                               | 1950 cm³                                                 | 1950 cm³                            | 1992 cm³                            | 2987 cm³                            | 2925 cm³                            | 2925 cm³                            | 2925 cm³                            |
| max. Leistung                                         | 143 kW (194 PS) bei 3800 min−1                           | 180 kW (245 PS) bei 4200 min−1      | 195 kW + 15 kW (265 PS + 20 PS)     | 190 kW (258 PS) bei 3400 min−1      | 210 kW (286 PS) bei 3400–4600 min−1 | 243 kW (330 PS) bei 3600–4200 min−1 | 250 kW (340 PS) bei 3600–4400 min−1 |
| max. Drehmoment                                       | 400 Nm bei 1600–2800 min−1                               | 500 Nm bei 1600–2400 min−1          | 500 Nm + 180 Nm                     | 620 Nm bei 1600–2400 min−1          | 600 Nm bei 1200–3200 min−1          | 700 Nm bei 1200–3200 min−1          | 700 Nm bei 1200–3200 min−1          |
| Antriebsart, serienmäßig                              | Hinterradantrieb                                         | Hinterradantrieb                    | Allradantrieb                       | Allradantrieb                       | Hinterradantrieb                    | Allradantrieb                       | Allradantrieb                       |
| Antriebsart, optional                                 | (Allradantrieb)                                          | —                                   | —                                   | —                                   | —                                   | —                                   | —                                   |
| Getriebe, serienmäßig                                 | Neunstufen-Automatik (9G-Tronic)                         | Neunstufen-Automatik (9G-Tronic)    | Neunstufen-Automatik (9G-Tronic)    | Neunstufen-Automatik (9G-Tronic)    | Neunstufen-Automatik (9G-Tronic)    | Neunstufen-Automatik (9G-Tronic)    | Neunstufen-Automatik (9G-Tronic)    |
| Getriebe, optional                                    | —                                                        | —                                   | —                                   | —                                   | —                                   | —                                   | —                                   |
| Leergewicht, Coupé                                    | 1735 kg (1805 kg)                                        | 1755 kg                             | 1970 kg                             | 1890 kg                             | 1865 kg                             | 1965 kg                             | 1940 kg                             |
| Leergewicht, Cabriolet                                | 1830 kg (1900 kg)                                        | 1875 kg                             | 2045 kg                             | 1975 kg                             | 1935 kg                             | 2035 kg                             | 2010 kg                             |
| max. Zuladung, Coupé                                  | 565 kg                                                   | 565 kg                              | 540 kg                              | 535 kg                              | 500 kg                              | 540 kg                              | 500 kg                              |
| max. Zuladung, Cabriolet                              | 505 kg                                                   | 505 kg                              | 510 kg                              | 480 kg                              | 455 kg                              | 510 kg                              | 455 kg                              |
| Beschleunigung, 0–100 km/h, Coupé                     | 7,4 s (7,6 s)                                            | 6,3 s                               | 6,4 s                               | 6,0 s                               | 5,9 s                               | 5,3 s                               | 5,1 s                               |
| Beschleunigung, 0–100 km/h, Cabriolet                 | 7,7 s (7,9 s)                                            | 6,6 s                               | 6,6 s                               | 6,1 s                               | 6,0 s                               | 5,4 s                               | 5,2 s                               |
| Höchstgeschwindigkeit, Coupé                          | 242 km/h (239 km/h)                                      | 250 km/h (abgeregelt)               | 250 km/h (abgeregelt)               | 250 km/h (abgeregelt)               | 250 km/h (abgeregelt)               | 250 km/h (abgeregelt)               | 250 km/h (abgeregelt)               |
| Höchstgeschwindigkeit, Cabriolet                      | 237 km/h (234 km/h)                                      | 250 km/h (abgeregelt)               | 250 km/h (abgeregelt)               | 250 km/h (abgeregelt)               | 250 km/h (abgeregelt)               | 250 km/h (abgeregelt)               | 250 km/h (abgeregelt)               |
| Kraftstoffverbrauch auf 100 km, kombiniert, Coupé     | 4,0–4,6 l Diesel (4,8–5,3 l Diesel)                      | 5,0–5,3 l Diesel                    | 5,5–5,7 l Diesel                    | 6,3 l Diesel                        | 5,4–5,5 l Diesel                    | 6,2–6,5 l Diesel                    | 5,7–6,0 l Diesel                    |
| Kraftstoffverbrauch auf 100 km, kombiniert, Cabriolet | 4,3–4,9 l Diesel (5,1–5,7 l Diesel)                      | 5,4–5,6 l Diesel                    | 5,6–5,9 l Diesel                    | 6,5–6,8 l Diesel                    | 5,5–5,7 l Diesel                    | 6,3–6,7 l Diesel                    | 6,0–6,2 l Diesel                    |
| CO2-Emission, Coupé                                   | 106–119 g/km (126–137 g/km)                              | 133–140 g/km                        | 146–151 g/km                        | 165 g/km                            | 141–146 g/km                        | 165–172 g/km                        | 151–158 g/km                        |
| CO2-Emission, Cabriolet                               | 113–126 g/km (133–146 g/km)                              | 142–147 g/km                        | 148–156 g/km                        | 170–179 g/km                        | 145–149 g/km                        | 166–176 g/km                        | 158–162 g/km                        |
| Tankinhalt                                            | 50 l / (66 l als Sonderausstattung)                      | 50 l / (66 l als Sonderausstattung) | 50 l / (66 l als Sonderausstattung) | 50 l / (66 l als Sonderausstattung) | 50 l / (66 l als Sonderausstattung) | 50 l / (66 l als Sonderausstattung) | 50 l / (66 l als Sonderausstattung) |
| Abgasnorm                                             | Euro 6c (bis 05/2018) Euro 6d-TEMP (bis 07/2020) Euro 6d | Euro 6d-TEMP                        | Euro 6d                             | Euro 6b                             | Euro 6d-TEMP                        | Euro 6d                             | Euro 6d-TEMP                        |

* Die Motorbezeichnung ist wie folgt verschlüsselt:
M = Motor (Otto), OM = Ölmotor (Diesel), Baureihe = 3-stellig, D und DE = Direkteinspritzung, LS = Leistungssteigerung, M = Mildhybrid, Hubraum = Deziliter (gerundet), DEH = Direkteinspritzung Homogen, L = Ladeluftkühlung, A = Abgasturbolader, G = boostfähiger Starter-Generator, R = leistungsreduziert, SCR = Art der Abgasnachbehandlung